# 훠치잉역
훠치잉역(중국어: 火器营站)은 중국 베이징시 하이뎬구 수광 가도·하이뎬 가도 경계의 란뎬창로·란뎬창 북로 교차로에 위치한 베이징 지하철 10호선의 지하철역이다. 역은 현지 지명인 “화기영(火器营)”에서 이름을 따왔다. 이 역은 10호선 2단계 공사로 건설된 역으로, 10호선 2단계 최북단 역이며, 북쪽으로 쿤위허(징미 우회로)를 거쳐 동쪽으로 방향을 바꿔 10호선 1단계 공사의 바거우역과 연결된다.

## 위치
훠치잉역은 징미 우회로(쿤위허) 서쪽의 란뎬창 북로 (남동-북서 방향)와 란뎬창로 (동서 방향) 교차로의 남쪽에 위치하고 있으며, 란뎬창 북로 서쪽에 남동-북서 방향으로 배치된다.
훠치잉역은 뎬창 사구(靛厂社区) 북동쪽 한쪽에 위치하며 쿤위허강을 사이에 두고 완류(万柳)와 마주보고 있다.

## 역 구조
훠치잉역은 지하 2층 역으로, 전체넓이 대합실과 섬식 승강장 설계를 채택하였다. 역 본체의 구조는 2층 3경간 프레임 구조로 역 본체의 전체 길이는 275.3m, 표준구간 폭은 22.4m이다. 지하 1층에는 대합실, 지하 2층에는 승강장층이 있으며, 승강장의 폭은 12m이다. 북서(A), 남동(C) 두 개의 출입구가 있다.

### 층별 구조
| 지면층          | 출구                            | A-C출구                         |
| 지하 1층        | 대합실                          | 고객 센터, 자동발매기, 개집표기 |
| 지하 2층 승강장 | ←                               | ■ 10호선 내선순환 (바거우)      |
| 지하 2층 승강장 | 섬식 승강장, 왼쪽 출입문이 열림 |                                 |
| 지하 2층 승강장 | →                               | ■ 10호선 외선순환 (창춘자오)    |

## 출구
|                         |                         |           |      |             |
| 출구                    | 지시                    | 출구 인근 | 사진 | 무장애 시설 |
| 出口 · A                | 란뎬창로(蓝靛厂路)      |           |      |             |
| 出口 · C                | 란뎬창 북로(蓝靛厂北路) |           |      | 빈칸        |
| 아이콘 설명: 엘리베이터 |                         |           |      |             |

## 역사

### 건설·역명
이 역은 지하철 10호선 2단계 공사 계획명이 “란뎬창역(蓝靛厂站)”으로 불렸던 곳이다. 이후 “훠치잉역(火器营站)”으로 확정되었다. 건설은 2010년 3월 10일에 시작되었으며 역 본체는 개착 방식으로 건설되었다. 2012년 12월 30일 10호선 2단계 개통 때 개통됐다.

### 이용 현황
이 역은 쿤위허를 지나 완류의 일부 커뮤니티와 직선 거리가 비교적 가깝지만 쿤위허를 가로지르는 육교 설치로 인해 훠치잉역으로 가려면 거의 1km의 거리를 우회해야 하기 때문에 승객들은 대부분 바거우역을 이용하여 지하철로 환승한다.